# Halálozások 1994-ben
Ez a szócikk az 1994-es évben elhunyt nevezetes személyeket sorolja fel.

## Ismeretlen hónap
| Dátum          | Név                | Foglalkozás / tisztség                          | Kor | Forrás |
| -------------- | ------------------ | ----------------------------------------------- | --- | ------ |
| Ismeretlen nap | Władysław Segda    | olimpiai bronzérmes (1928 és 1932) lengyel vívó | 099 |        |
| Ismeretlen nap | María Teresa Toral | spanyol kémikus, farmakológus                   | 083 |        |

## December
| Dátum        | Név                         | Foglalkozás / tisztség                                        | Kor | Forrás |
| ------------ | --------------------------- | ------------------------------------------------------------- | --- | ------ |
| december 31. | Elma Karlowa                | jugoszláv-német színész                                       | 061 |        |
| december 29. | Frank Thring                | ausztrál színész                                              | 068 |        |
| december 27. | Jose Reyes (J. B. L. Reyes) | Fülöp-szigeteki jogász                                        | 092 | –      |
| december 27. | Peter May                   | angol krikettjátékos                                          | 064 | –      |
| december 27. | Fanny Craddock              | brit televíziós séf, étterem kritikus                         | 085 |        |
| december 26. | Robert Emhardt              | amerikai színész                                              | 080 | [ 3 ]  |
| december 26. | Sylva Koscina               | jugoszláv származású olasz modell, színésznő                  | 061 |        |
| december 25. | Zail Szingh                 | indiai politikus, köztársasági elnök (1982–1987)              | 078 |        |
| december 24. | John Osborne                | angol drámaíró                                                | 065 | –      |
| december 24. | Rossano Brazzi              | olasz színész                                                 | 078 |        |
| december 24. | John Boswell                | amerikai történész                                            | 047 | –      |
| december 23. | Eduardo Orrego Villacorta   | perui építész, politikus, Lima polgármestere (1981–1983)      | 061 | –      |
| december 23. | Sebastian Shaw              | angol színész                                                 | 089 |        |
| december 22. | Kőtörő Miklós               | közgazdász                                                    | 058 | –      |
| december 22. | Otova Nobuko                | japán színésznő                                               | 070 |        |
| december 20. | Dean Rusk                   | amerikai politikus, külügyminiszter (1961–1969)               | 085 |        |
| december 20. | Hans Herlin                 | német író                                                     | 068 | –      |
| december 18. | Lilia Skala                 | osztrák születésű amerikai színésznő                          | 098 |        |
| december 13. | Olga Rubcova                | olimpiai- és világbajnok szovjet-orosz sakkozó, szakíró       | 085 | –      |
| december 12. | Annelise Reenberg           | dán operatőr, forgatókönyvíró, filmrendező                    | 075 |        |
| december 12. | Stuart Allen Roosa          | amerikai űrhajós                                              | 061 |        |
| december 11. | Carl Marzani                | amerikai politikai dokumentumfilmes, író, szerkesztő és kiadó | 082 | –      |
| december 11. | Philip Phillips             | amerikai régész                                               | 094 |        |
| december 10. | Alex Wilson                 | olimpiai ezüstérmes kanadai atléta, rövid- és középtávfutó    | 089 |        |
| december 9.  | Apró Antal                  | kommunista politikus                                          | 081 |        |
| december 8.  | Antônio Carlos Jobim        | brazil zeneszerző                                             | 067 | –      |
| december 7.  | Elga Andersen               | német színésznő, énekesnő                                     | 059 |        |
| december 6.  | Gian Maria Volonté          | olasz színész                                                 | 061 |        |
| december 4.  | Ogimura Icsiró              | világbajnok japán asztaliteniszező                            | 062 | –      |
| december 4.  | Julio Ramón Ribeyro         | perui író                                                     | 065 |        |

## November
| Dátum        | Név                    | Foglalkozás / tisztség                          | Kor | Forrás |
| ------------ | ---------------------- | ----------------------------------------------- | --- | ------ |
| november 30. | Guy Debord             | francia marxista teoretikus, író, filmrendező   | 062 |        |
| november 30. | Lionel Stander         | amerikai színész                                | 086 | –      |
| november 28. | Buster Edwards         | angol bűnöző, vonatrabló                        | 063 | –      |
| november 28. | Jeffrey Dahmer         | amerikai sorozatgyilkos                         | 034 | –      |
| november 25. | Kulin Sándor           | magyar agrárközgazdász                          | 090 | –      |
| november 25. | John Charles Walker    | Wolf-díjas amerikai agrártudós                  | 101 |        |
| november 23. | Art Barr               | amerikai profi birkózó                          | 028 | –      |
| november 23. | Alberto Natusch Busch  | bolíviai katona, politikus, elnök (1979)        | 061 |        |
| november 22. | Fónay Márta            | Jászai Mari-díjas színésznő                     | 080 | –      |
| november 22. | Péli Tamás             | festőművész, politikus                          | 046 | –      |
| november 22. | Charles Upham          | új-zélandi katona, dupla Victoria Crossigyőztes | 086 | –      |
| november 21. | Willem Jacob Luyten    | holland-amerikai csillagász                     | 095 |        |
| november 20. | John Lucarotti         | brit születésű televíziós író                   | 068 |        |
| november 18. | Cab Calloway           | dzsesszénekes                                   | 086 |        |
| november 18. | Kende Márta            | rendező                                         | 071 |        |
| november 18. | Peter Ledger           | ausztrál művész                                 | 049 |        |
| november 18. | Farkas Endre           | katonatiszt                                     | 086 |        |
| november 16. | Dino Valente           | amerikai zenész                                 | 057 |        |
| november 16. | Doris Speed            | angol színésznő                                 | 095 |        |
| november 14. | Tom Villard            | amerikai színész                                | 040 | –      |
| november 13. | Kimura Motó            | japán genetikus                                 | 070 |        |
| november 12. | Wilma Rudolph          | olimpiai bajnok (1960) amerikai rövidtávfutó    | 054 | –      |
| november 12. | J. I. M. Stewart       | skót regényíró                                  | 088 | –      |
| november 11. | Pedro Zamora           | kubai születésű amerikai AIDS aktivista         | 022 |        |
| november 10. | Carmen McRae           | amerikai dzsesszénekes                          | 074 | –      |
| november 9.  | Priscilla Morrill      | amerikai színésznő                              | 067 |        |
| november 6.  | Vlagyimir Zagorovszkij | szovjet-orosz történész és sakkozó              | 069 |        |
| november 5.  | Johan Heyns            | teológus és apartheidkritikus                   | 066 | –      |
| november 4.  | Fred "Sonic" Smith     | amerikai gitáros                                | 045 |        |
| november 2.  | Richard Pottier        | francia rendező, forgatókönyvíró                | 088 |        |
| november 2.  | Peter Taylor           | amerikai író                                    | 077 |        |
| november 1.  | Noah Beery             | amerikai színész                                | 081 |        |

## Október
| Dátum       | Név                        | Foglalkozás / tisztség                             | Kor | Forrás |
| ----------- | -------------------------- | -------------------------------------------------- | --- | ------ |
| október 20. | Giacomo Rossi Stuart       | olasz színész                                      | 069 |        |
| október 29. | Slomo Goren                | izraeli főrabbi                                    | 077 |        |
| október 25. | Kocsis Antal               | olimpiai bajnok ökölvívó                           | 088 |        |
| október 25. | Mildred Natwick            | amerikai színésznő                                 | 089 |        |
| október 24. | Raúl Juliá                 | Puerto Ricó-i színész                              | 054 |        |
| október 23. | Báró Anna                  | színésznő                                          | 074 | –      |
| október 23. | Robert Lansing             | amerikai színész                                   | 066 | –      |
| október 21. | Benoît Régent              | francia színész                                    | 041 |        |
| október 20. | Émile Kirscht              | luxemburgi festő                                   | 081 | –      |
| október 20. | Burt Lancaster             | amerikai színész                                   | 080 | –      |
| október 20. | Szergej Bondarcsuk         | orosz filmrendező                                  | 074 | –      |
| október 19. | Martha Raye                | amerikai színésznő, énekesnő                       | 078 |        |
| október 18. | Conchita Montes            | spanyol színésznő                                  | 080 |        |
| október 17. | George Barrows             | amerikai színész                                   | 080 |        |
| október 15. | Jean Dasté                 | francia színész, színházi rendező, színigazgató    | 090 |        |
| október 13. | Samuel Jacob Sesanus Olsen | feröeri író, műfordító                             | 090 | –      |
| október 12. | Sady Rebbot                | francia színész                                    | 059 |        |
| október 7.  | Niels Kaj Jerne            | Nobel-díjas dán orvos, immunológus, egyetemi tanár | 082 | –      |
| október 3.  | Tim Asch                   | antropológus, fotós és néprajzi filmes             | 062 |        |
| október 3.  | Heinz Rühmann              | német színész, énekes, rendező                     | 092 |        |
| október 3.  | Dub Taylor                 | amerikai színész                                   | 087 |        |
| október 2.  | Harriet Nelson             | amerikai színésznő                                 | 085 |        |
| október 1.  | Marjorie Weaver            | amerikai színésznő                                 | 081 |        |

## Szeptember
| Dátum          | Név                           | Foglalkozás / tisztség                                                                                                  | Kor | Forrás |
| -------------- | ----------------------------- | --- | --- | ------ |
| szeptember 30. | Lina Basquette                | amerikai színésznő | 087 |        |
| szeptember 30. | André Michel Lwoff            | Nobel-díjas francia mikrobiológus                                                                                       | 092 | –      |
| szeptember 30. | Roberto Eduardo Viola         | argentin katonatiszt és politikus, diktátor (1981)                                                                      | 069 |        |
| szeptember 28. | Harry Saltzman                | kanadai producer | 078 |        |
| szeptember 27. | Carlos Lleras Restrepo        | kolumbiai jogász, újságíró, politikus, köztársasági elnök (1966–1970)                                                   | 086 |        |
| szeptember 26. | Lajos Ferdinánd porosz herceg | a Hohenzollern-ház tagja, a megszüntetett német trón örököse és trónkövetelő                                            | 086 | –      |
| szeptember 25. | Lise Ringheim                 | dán színésznő | 068 |        |
| szeptember 24. | Sir David Napley              | brit ügyvéd | 079 | –      |
| szeptember 23. | Kluger Gyula                  | sakkozó, nemzetközi mester, sakkolimpiai egyéni bronzérmes, magyar bajnoki ezüstérmes                                   | 080 | –      |
| szeptember 23. | Nagendra Praszad Ridzsal      | nepáli politikus, miniszterelnök (1973–1975 és 1986)                                                                    | 067 | –      |
| szeptember 23. | Madeleine Renaud              | francia színésznő | 094 |        |
| szeptember 22. | Tony Krier                    | luxemburgi fotográfus, fotóriporter                                                                                     | 088 | –      |
| szeptember 20. | Jule Styne                    | brit születésű amerikai dalszerző                                                                                       | 088 |        |
| szeptember 20. | Abioseh Nicol                 | Sierra Leone-i diplomata, ENSZ-tisztviselő és szerző                                                                    | 070 |        |
| szeptember 19. | Albert Closas                 | spanyol-katalán színész                                                                                                 | 072 |        |
| szeptember 17. | Iris Adrian                   | amerikai színésznő, énekesnő                                                                                            | 082 |        |
| szeptember 17. | Vitas Gerulaitis              | litván származású amerikai teniszbajnok                                                                                 | 040 | –      |
| szeptember 17. | Karl Popper                   | osztrák és brit filozófus                                                                                               | 092 | –      |
| szeptember 16. | Jack Dodson                   | amerikai színész | 063 |        |
| szeptember 16. | Dolly Haas                    | német-amerikai színésznő                                                                                                | 084 |        |
| szeptember 16. | Moana Pozzi                   | olasz pornószínésznő | 033 | [ 4 ]  |
| szeptember 15. | Héléna Manson                 | francia színésznő | 096 |        |
| szeptember 15. | Mark Stevens                  | amerikai színész | 077 |        |
| szeptember 12. | Borisz Boriszovics Jegorov    | orosz űrhajós | 056 | –      |
| szeptember 12. | Tom Ewell                     | amerikai színész | 085 |        |
| szeptember 11. | Marianne Hold                 | német színésznő | 061 |        |
| szeptember 11. | Jessica Tandy                 | angol színésznő | 085 | –      |
| szeptember 10. | Charles Drake                 | amerikai színész | 076 |        |
| szeptember 9.  | Patrick O'Neal                | amerikai színész | 066 |        |
| szeptember 8.  | Szentágothai János            | anatómus, neurobiológus, egyetemi tanár, akadémikus, az MTA elnöke, országgyűlési képviselő, az államfői testület tagja | 081 | –      |
| szeptember 7.  | Terence Young                 | amerikai filmrendező | 079 |        |
| szeptember 7.  | Dennis Morgan                 | amerikai színész és énekes                                                                                              | 085 | –      |
| szeptember 7.  | James Clavell                 | angol író | 069 | –      |
| szeptember 6.  | Nicky Hopkins                 | brit zenész | 050 |        |
| szeptember 6.  | Duccio Tessari                | olasz rendező, forgatókönyvíró, színész                                                                                 | 067 |        |
| szeptember 6.  | Pawlu Xuereb                  | máltai politikus, államelnök (1987–1989)                                                                                | 071 |        |
| szeptember 5.  | Baróti Dezső                  | irodalomtörténész | 082 | –      |
| szeptember 5.  | Simson Amicur                 | Izrael-díjas izraeli matematikus                                                                                        | 073 |        |
| szeptember 5.  | Rudolf Raftl                  | osztrák és német válogatott osztrák labdarúgó, kapus                                                                    | 083 | –      |
| szeptember 2.  | Roy Castle                    | brit előadóművész | 062 |        |
| szeptember 1.  | Jean Bernard                  | luxemburgi katolikus pap, író, újságíró                                                                                 | 087 |        |

## Augusztus
| Dátum         | Név                         | Foglalkozás / tisztség                                           | Kor | Forrás |
| ------------- | --------------------------- | ---------------------------------------------------------------- | --- | ------ |
| augusztus 30. | Lindsay Anderson            | skót filmkritikus, színház- és filmrendező                       | 071 | –      |
| augusztus 30. | Alfonso Oiterong            | palaui politikus, elnök (1985)                                   | 069 | –      |
| augusztus 29. | Gáspár Margit               | író, műfordító                                                   | 089 | –      |
| augusztus 28. | Pepita Enbil (Pepita Embil) | baszk nemzetiségű spanyol és mexikói opera- és zarzuelaénekes    | 076 |        |
| augusztus 27. | Roberto Goyeneche           | argentin énekes                                                  | 068 |        |
| augusztus 25. | Tarnai Andor                | irodalomtörténész, tanár                                         | 069 |        |
| augusztus 23. | Fábri Zoltán                | filmrendező                                                      | 076 | –      |
| augusztus 20. | Osváth Júlia                | opera-énekesnő                                                   | 086 | –      |
| augusztus 20. | Aleksandar Petrović         | jugoszláv filmrendező                                            | 065 |        |
| augusztus 19. | Louis de Froment            | francia karmester                                                | 072 |        |
| augusztus 18. | Richard Laurence Millington | Nobel-díjas brit biokémikus                                      | 079 |        |
| augusztus 17. | Jack Sharkey                | litván származású amerikai ökölvívó                              | 091 |        |
| augusztus 16. | Zichy Nándor                | magyar sportrepülő, országgyűlési képviselő                      | 086 | –      |
| augusztus 14. | Elias Canetti               | spanyol író                                                      | 089 | –      |
| augusztus 12. | Anton Giulio Majano         | olasz forgatókönyvíró, filmrendező                               | 085 |        |
| augusztus 11. | Peter Cushing               | angol színész (Drakula, Egy új remény)                           | 081 |        |
| augusztus 9.  | Helena Rasiowa              | lengyel matematikus                                              | 077 |        |
| augusztus 8.  | Ada Smith                   | olimpiai bronzérmes (1928) brit tornász                          | 091 |        |
| augusztus 7.  | Robert Hutton               | amerikai színész                                                 | 074 |        |
| augusztus 4.  | Giovanni Spadolini          | olasz újságíró, történész, politikus, miniszterelnök (1981–1982) | 069 |        |

## Július
| Dátum      | Név                                           | Foglalkozás / tisztség                            | Kor | Forrás                                                          |
| ---------- | --------------------------------------------- | ------------------------------------------------- | --- | --------------------------------------------------------------- |
| július 31. | Caitlin MacNamara (Caitlin Thomas)            | angol író, Dylan Thomas felesége                  | 080 |                                                                 |
| július 30. | Janis Carter                                  | amerikai színésznő, énekesnő                      | 080 |                                                                 |
| július 29. | Dorothy Hodgkin                               | brit kémikus                                      | 084 | –                                                               |
| július 27. | Kevin Carter                                  | Pulitzer-díjas dél-afrikai fotóriporter           | 033 |                                                                 |
| július 27. | Rosa Chacel                                   | spanyol író                                       | 096 |                                                                 |
| július 26. | Ernst Schröder                                | német színész és rendező                          | 079 |                                                                 |
| július 24. | Robert Wangila                                | olimpiai bajnok (1988) kenyai ökölvívó            | 027 |                                                                 |
| július 23. | Mario Brega                                   | olasz színész                                     | 071 |                                                                 |
| július 20. | Ujlaky László                                 | színész, érdemes művész                           | 080 | –                                                               |
| július 18. | Gottfried Reinhardt                           | osztrák-amerikai filmrendező, producer            | 083 |                                                                 |
| július 16. | Julian Schwinger                              | Nobel-díjas elméleti fizikus                      | 076 |                                                                 |
| július 15. | Liska Tibor                                   | közgazdász                                        | 068 | –                                                               |
| július 14. | Jeanne Bieruma Oosting                        | holland festő, grafikus, üvegművész, illusztrátor | 096 |                                                                 |
| július 13. | Anita Bärwirth                                | olimpiai bajnok (1936) német tornász              | 075 |                                                                 |
| július 13. | Marik Vos-Lundh                               | Oscar-díjas svéd jelmeztervező                    | 071 |                                                                 |
| július 13. | Olin Chaddock Wilson                          | amerikai csillagász                               | 085 |                                                                 |
| július 11. | Vicente Cano                                  | spanyol költő                                     | 067 |                                                                 |
| július 11. | Gary Kildall                                  | amerikai informatikus                             | 052 |                                                                 |
| július 11. | Savannah                                      | amerikai pornószínésznő, fotómodell               | 023 | –                                                               |
| július 10. | André Joseph Guillaume Henri Kostermans       | indonéziai holland botanikus                      | 087 | Archiválva 2020. szeptember 29-i dátummal a Wayback Machine-ben |
| július 8.  | Kim Ir Szen                                   | észak-koreai politikus                            | 082 | –                                                               |
| július 8.  | Dick Sargent                                  | amerikai színész                                  | 064 |                                                                 |
| július 7.  | Carlo Chiti                                   | olasz autótervező mérnök                          | 069 | –                                                               |
| július 6.  | Cameron Mitchell                              | amerikai színész                                  | 075 |                                                                 |
| július 3.  | Duarte Manuel Bello (Duarte de Almeida Bello) | olimpiai ezüstérmes (1948) portugál vitorlázó     | 072 |                                                                 |
| július 3.  | Lew Hoad                                      | ausztrál teniszező                                | 059 |                                                                 |
| július 3.  | Makkai János                                  | magyar újságíró, közíró, országgyűlési képviselő  | 089 |                                                                 |
| július 2.  | Roberto Balado                                | kubai ökölvívó                                    | 025 | –                                                               |
| július 2.  | Andrés Escobar                                | kolumbiai válogatott labdarúgó                    | 027 | –                                                               |

## Június
| Dátum      | Név                        | Foglalkozás / tisztség                                                              | Kor | Forrás |
| ---------- | -------------------------- | ----------------------------------------------------------------------------------- | --- | ------ |
| június 30. | Csapláros István           | irodalomtörténész, egyetemi tanár, a lengyel-magyar kapcsolatok kiemelkedő kutatója | 084 | –      |
| június 28. | Ulrik Neumann              | dán énekes, gitáros                                                                 | 075 |        |
| június 27. | Sam Hanks                  | amerikai autóversenyző                                                              | 079 | –      |
| június 21. | Kontraszty László          | festőművész                                                                         | 088 | –      |
| június 21. | William Wilson Morgan      | amerikai csillagász és asztrofizikus                                                | 088 |        |
| június 18. | Constance Abernathy        | amerikai építész és ékszerész                                                       | 062 | –      |
| június 17. | Helen Battle               | kanadai ichtiológus, tengerbiológus                                                 | 090 |        |
| június 17. | Fehér Ferenc               | filozófus, esztéta, műkritikus, az irodalomtudományok kandidátusa                   | 060 | –      |
| június 17. | Jurij Nagibin              | szovjet-orosz író                                                                   | 074 |        |
| június 15. | Clara Colosimo             | olasz színésznő                                                                     | 072 |        |
| június 15. | Kristen Pfaff              | amerikai zenész, énekes (Hole)                                                      | 027 |        |
| június 14. | Henry Mancini              | amerikai zeneszerző                                                                 | 070 | –      |
| június 13. | Nadia Gray                 | román-amerikai színésznő                                                            | 070 |        |
| június 13. | K. T. Stevens              | amerikai színésznő                                                                  | 074 |        |
| június 12. | Suzanne Leclercq           | belga őslénykutató                                                                  | 093 |        |
| június 12. | Menachem Mendel Schneerson | amerikai rabbi                                                                      | 092 | –      |
| június 12. | Nicole Brown Simpson       | O. J. Simpson felesége                                                              | 035 | –      |
| június 11. | Herbert Anderson           | amerikai színész                                                                    | 077 |        |
| június 11. | Jack Hannah                | amerikai animátor                                                                   | 081 |        |
| június 8.  | Barabás Jenő               | néprajzkutató                                                                       | 074 |        |
| június 6.  | Barry Sullivan             | amerikai színész                                                                    | 081 |        |
| június 4.  | Stephen McNally            | amerikai színész                                                                    | 080 |        |
| június 4.  | Massimo Troisi             | olasz színész                                                                       | 041 | –      |
| június 3.  | Clara Passafari            | argentin író, etnológus, antropológus                                               | 064 | –      |

## Május
| Dátum     | Név                            | Foglalkozás / tisztség                                                | Kor | Forrás |
| --------- | ------------------------------ | --------------------------------------------------------------------- | --- | ------ |
| május 29. | José Bohr                      | argentin-amerikai-mexikói színész, filmrendező, producer              | 092 |        |
| május 29. | Erich Honecker                 | német kommunista politikus, az NDK államtanácsának elnöke (1976–1989) | 081 | [ 6 ]  |
| május 26. | Antal Károly                   | Kossuth-díjas szobrászművész                                          | 084 | –      |
| május 26. | Kéri Kálmán                    | vezérezredes, politikus                                               | 092 | –      |
| május 24. | John Wain                      | angol költő, regényíró, kritikus                                      | 069 | –      |
| május 21. | Giovanni Goria                 | olasz politikus, miniszterelnök (1987–1988)                           | 050 |        |
| május 21. | Branislav Varsik               | szlovák történész, levéltáros, egyetemi oktató                        | 090 | –      |
| május 20. | Itó Maszajosi                  | japán politikus, miniszterelnök (1980)                                | 080 |        |
| május 19. | Jacques Ellul                  | francia szociológus, teológus, filozófus                              | 082 |        |
| május 19. | Luis Ocaña                     | spanyol kerékpárversenyző                                             | 048 |        |
| május 19. | Jacqueline Kennedy Onassis     | amerikai First Lady                                                   | 064 | –      |
| május 16. | Alain Cuny                     | francia színész                                                       | 085 |        |
| május 15. | Gilbert Roland                 | mexikói születésű amerikai színész                                    | 088 |        |
| május 14. | Burt Monroe                    | amerikai ornitológus                                                  | 063 |        |
| május 14. | Rüdt-Collenberg Veiprecht Hugó | magyar történész, gróf                                                | 078 |        |
| május 13. | Duncan Hamilton                | brit autóversenyző                                                    | 074 |        |
| május 12. | Roy J. Plunkett                | amerikai kémikus, a poli(tetrafluoretilén) feltalálója                | 083 |        |
| május 10. | John Wayne Gacy                | amerikai sorozatgyilkos                                               | 052 | –      |
| május 11. | Romano Puppo                   | olasz színész, kaszkadőr                                              | 061 | –      |
| május 7.  | Clement Greenberg              | amerikai művészetkritikus, műgyűjtő                                   | 085 |        |
| május 6.  | Rafael Baledón                 | mexikói író, színész, rendező, producer                               | 074 |        |
| május 5.  | Mário Quintana                 | brazil költő, újságíró, műfordító                                     | 087 |        |
| május 1.  | Gyöngyössy Imre                | filmrendező, forgatókönyvíró                                          | 064 | –      |
| május 1.  | Ayrton Senna                   | brazil autóversenyző                                                  | 034 | –      |

## Április
| Dátum       | Név                 | Foglalkozás / tisztség                            | Kor | Forrás |
| ----------- | ------------------- | ------------------------------------------------- | --- | ------ |
| április 30. | Roland Ratzenberger | osztrák autóversenyző                             | 033 | –      |
| április 29. | Ignacio Iquino      | spanyol forgatókönyvíró, filmrendező, producer    | 083 |        |
| április 26. | Márkus József       | magyar agrármérnök, egyetemi tanár                | 083 |        |
| április 24. | Margot Trooger      | német színésznő                                   | 070 |        |
| április 23. | Lucho Bermúdez      | kolumbiai zenész, zeneszerző                      | 082 |        |
| április 22. | Richard Nixon       | politikus, amerikai elnök (1969–1974)             | 081 | –      |
| április 21. | Flavio Mogherini    | olasz forgatókönyvíró, jelmeztervező, filmrendező | 072 | [ 7 ]  |
| április 18. | Aczél Tamás         | író, újságíró                                     | 072 | –      |
| április 18. | Ken Oosterbroek     | dél-afrikai fotóriporter                          | 032 |        |
| április 16. | Ralph Ellison       | afroamerikai író, irodalomkritikus                | 080 |        |
| április 13. | Jørgen Buckhøj      | dán színész                                       | 059 |        |
| április 11. | Wesley Barry        | amerikai gyerekszínész                            | 086 |        |
| április 10. | Demény Piroska      | zenetanár, folklorista                            | 076 | –      |
| április 8.  | Åke Wallenquist     | svéd csillagász                                   | 090 |        |
| április 5.  | Ada Carrasco        | mexikói színésznő                                 | 081 |        |
| április 5.  | Kurt Cobain         | zenész, a Nirvana frontembere                     | 027 | –      |
| április 4.  | Kurt Meisel         | osztrák színész, rendező                          | 080 |        |
| április 1.  | Léon Degrelle       | belga katona, politikus                           | 087 | –      |

## Március
| Dátum       | Név                  | Foglalkozás / tisztség                         | Kor | Forrás |
| ----------- | -------------------- | ---------------------------------------------- | --- | ------ |
| március 29. | Paul Grimault        | francia animációs filmrendező                  | 089 |        |
| március 24. | Hans Jakob           | világbajnoki bronzérmes német labdarúgó, kapus | 085 | –      |
| március 24. | Kodzsima Maszadzsiró | japán író                                      | 100 | –      |
| március 23. | Luis Donaldo Colosio | mexikói közgazdász és politikus                | 044 |        |
| március 23. | Giulietta Masina     | olasz filmszínésznő                            | 073 | –      |
| március 22. | Dan Hartman          | amerikai énekes, zenész, dalszerző             | 043 |        |
| március 22. | Walter Lantz         | amerikai képregényalkotó, színész, producer    | 094 |        |
| március 22. | Tildy Zoltán         | fotóművész, természetfotós                     | 076 | –      |
| március 21. | Macdonald Carey      | amerikai színész                               | 081 |        |
| március 21. | Lili Damita          | francia származású amerikai színésznő          | 089 | –      |
| március 18. | Bánhidy Antal        | gépészmérnök, repülőgép-tervező                | 091 | –      |
| március 17. | Charlotte Auerbach   | német-brit biológus, genetikus                 | 094 |        |
| március 13. | Benda Kálmán         | történész                                      | 080 | –      |
| március 10. | Rupert Bruce-Mitford | brit régész                                    | 079 |        |
| március 9.  | Charles Bukowski     | német származású amerikai költő, író           | 073 |        |
| március 9.  | Fernando Rey         | spanyol színész                                | 076 | –      |
| március 6.  | Tengiz Abuladze      | szovjet-grúz filmrendező                       | 070 |        |
| március 6.  | Konrad Heidkamp      | német válogatott labdarúgó                     | 088 |        |
| március 4.  | John Candy           | kanadai színész                                | 043 | –      |
| március 3.  | Ezra Stone           | amerikai színész, rendező                      | 076 |        |
| március 3.  | John Edward Williams | amerikai író, könyvkiadó                       | 071 |        |

## Február
| Dátum       | Név                         | Foglalkozás / tisztség                                                          | Kor | Forrás |
| ----------- | --------------------------- | ------------------------------------------------------------------------------- | --- | ------ |
| február     | Sipos Gábor                 | magyar mezőgazdász, egyetemi tanár                                              | 090 |        |
| február 28. | Enrico Maria Salerno        | olasz színész és filmrendező                                                    | 067 |        |
| február 28. | Wiesław Wiśniewski          | lengyel csillagász                                                              | 062 |        |
| február 27. | Harold Acton                | brit irodalomtörténész, esztéta                                                 | 089 |        |
| február 26. | Bill Hicks                  | amerikai humorista, stand-up comedy-előadó                                      | 032 |        |
| február 25. | Jersey Joe Walcott          | amerikai ökölvívó                                                               | 080 |        |
| február 24. | Dinah Shore                 | amerikai énekesnő, színésznő                                                    | 077 |        |
| február 22. | Hans Hürlimann              | svájci politikus, a Szövetségi Tanács tagja 1973–1982), elnöke (1979)           | 075 |        |
| február 22. | Pap János                   | kommunista politikus, belügyminiszter (1961-1963)                               | 068 | —      |
| február 21. | Johannes Steinhoff          | német ászpilóta, a második világháború utáni Német Légierő harmadik parancsnoka | 080 | —      |
| február 20. | Marino Girolami             | olasz filmrendező, forgatókönyvíró, producer                                    | 080 |        |
| február 20. | Rolf Jacobsen               | norvég író                                                                      | 086 |        |
| február 19. | Derek Jarman                | angol filmrendező                                                               | 052 | —      |
| február 18. | Oláh Andor                  | természetgyógyász, orvos, szakíró                                               | 071 | —      |
| február 17. | Varjú Vilmos                | olimpiai bronzérmes súlylökő                                                    | 056 | —      |
| február 14. | Andrij Romanovics Csikatilo | orosz sorozatgyilkos                                                            | 057 | —      |
| február 11. | Balázsovics Mihály          | költő                                                                           | 050 |        |
| február 11. | William Conrad              | amerikai színész                                                                | 073 |        |
| február 11. | Paul Feyerabend             | tudományfilozófus                                                               | 070 | —      |
| február 11. | Sune Mangs                  | svéd színész                                                                    | 061 |        |
| február 11. | Sorrell Booke               | amerikai színész                                                                | 064 |        |
| február 11. | Antonio Martín Velasco      | spanyol kerékpárversenyző                                                       | 023 |        |
| február 10. | Simonyi Imre                | költő                                                                           | 073 |        |
| február 8.  | Amparo Ochoa                | mexikói énekesnő                                                                | 047 |        |
| február 6.  | Joseph Cotten               | amerikai színész                                                                | 088 | —      |
| február 6.  | Jack Kirby                  | amerikai képregényrajzoló (Marvel Comics, DC Comics)                            | 076 | —      |
| február 6.  | Luis Alberto Sánchez        | perui politikus, miniszterelnök (1989)                                          | 093 |        |
| február 1.  | Kessler Hubert              | mérnök, hidrológus, barlangkutató                                               | 086 | —      |
| február 1.  | Guy Lefranc                 | francia forgatókönyvíró, filmrendező                                            | 074 |        |
| február 1.  | Alberto Sorrentino          | olasz színész                                                                   | 077 |        |

## Január
| Dátum      | Név                  | Foglalkozás / tisztség                                             | Kor | Forrás |
| ---------- | -------------------- | ------------------------------------------------------------------ | --- | ------ |
| január 30. | Loris Malaguzzi      | olasz pedagógus, pszichológus                                      | 073 |        |
| január 30. | Claude Nigon         | világbajnoki ezüstérmes, olimpiai bronzérmes francia párbajtőrvívó | 065 |        |
| január 30. | Laura Nucci          | olasz színésznő                                                    | 080 |        |
| január 29. | Nick Cravat          | amerikai színész                                                   | 082 |        |
| január 29. | Tollien Schuurman    | világbajnoki ezüstérmes (1930) holland atléta, rövidtávfutó        | 081 |        |
| január 27. | Claude Akins         | amerikai színész                                                   | 067 |        |
| január 25. | Károly Sándor        | nyelvész, nyelvtörténész, tanszékvezető egyetemi tanár             | 073 |        |
| január 25. | Stephen Cole Kleene  | amerikai matematikus, informatikus                                 | 085 |        |
| január 22. | Frances Gifford      | amerikai színésznő                                                 | 073 |        |
| január 22. | Telly Savalas        | görög-amerikai színész                                             | 072 |        |
| január 16. | Szalai Pál           | könyvkereskedő                                                     | 078 |        |
| január 15. | Cziffra György       | zongoraművész                                                      | 072 |        |
| január 15. | Harry Nilsson        | amerikai énekes, dalszerző                                         | 052 |        |
| január 14. | Jean Goldschmit      | luxemburgi kerékpárversenyző                                       | 069 |        |
| január 14. | Esther Ralston       | amerikai színésznő                                                 | 091 |        |
| január 7.  | Vittorio Mezzogiorno | olasz színész                                                      | 052 |        |
| január 5.  | Jeanne Carpenter     | amerikai színésznő (gyerekszínész)                                 | 076 |        |
| január 5.  | Eliška Junková       | cseh autóversenyző                                                 | 093 |        |
| január 3.  | Heather Sears        | brit színésznő                                                     | 058 |        |
| január 1.  | Cesar Romero         | amerikai színész, énekes, táncos                                   | 086 |        |